# Londonstani
Londonstani è il primo romanzo dello scrittore e giornalista britannico Gautam Malkani, pubblicato a Londra nel 2006, e uscito nella traduzione italiana l'anno successivo per i tipi dell'editore Guanda.
Le vicende si svolgono a Houslow, nella Londra più occidentale, quasi a ridosso dell'aeroporto di Heathrow, nel quartiere con la maggiore densità asiatica della città. In questa area vicina all'aeroporto più grande d'Europa, le famiglie della borghesia asiatica, originarie soprattutto dell'India, si sono stabilite creandosi uno status sociale solido grazie alle non indifferenti fortune guadagnate negli anni.
I figli, pur avendo accesso alla migliore istruzione in Università prestigiose come Oxford e Cambridge, quando si trovano all'interno del quartiere, si uniscono in bande, si inventano una lingua trasformando l'inglese, si comportano da rude boys, passano le nottate osservando i giganteschi boeing che atterrano e decollano accanto alle loro case, pratica chiamata planespotting.
Il libro nasce da uno studio antropologico condotto da Malkani per la sua tesi di laurea, che egli decise in seguito di trasformare in romanzo per non limitarne la diffusione ad un pubblico accademico e per raggiungere le persone oggetto della sua ricerca, abitualmente poco interessate alla lettura. Il lavoro di riscrittura della sua ricerca nella nuova formula narrativa è durato quattro anni.

## Trama
Attraverso la voce di Jas, ragazzo che vive nel quartiere londinese di Houslow, Gautam Malkani racconta le vite di un gruppo di giovani ragazzi asiatici di seconda o terza generazione appartenenti alla classe media inglese. Questi, pur non avendo problemi economici o familiari, si atteggiano e si comportano da rude boys. Orgogliosi delle proprie origini e della propria cultura, che difendono ricorrendo anche alla violenza, sfoggiano simboli religiosi, marinano la scuola, passano il tempo provocando scontri nelle strade del loro quartiere, o alla guida delle loro auto costose, dove ascoltano ad alto volume solo musica tradizionale indiana. Un esempio di questo orgoglio etnico si trova all'inizio del romanzo, quando il gruppo di giovani asiatici picchia un ragazzo bianco che ha mostrato un segno di disprezzo verso la loro cultura chiamandoli "Paki".
Un professore della scuola frequentata da questi ragazzi, preoccupato per le loro vite, e i traffici illeciti in cui sono coinvolti (guadagnano denaro sbloccando cellulari rubati), presenta loro un ex allievo che pensa possa servire da modello positivo. Questi si rivela però essere un criminale, e i ragazzi si troveranno coinvolti in crimini sempre più seri. Jas, l'ultimo arrivato del gruppo, dopo essere stato istruito e aiutato dal criminale Sanjay, verrà abbandonato da tutti i suoi amici e dalla ragazza che era riuscito a conquistare, e finirà in ospedale, dopo essere stato picchiato da tre persone dal volto coperto.
Nel finale, quando i genitori di Jas vanno a trovarlo in ospedale, si assiste ad una svolta molto importante e inaspettata. Si scopre infatti che il ragazzo è un bianco inglese e non un indiano come gli altri membri del gruppo. Questo stupisce in quanto i ragazzi erano molto chiusi e selettivi, accettavano solo quello che apparteneva alla loro cultura e alle loro origini. Ma fa anche riflettere, in quanto Jas impegnandosi nell'imparare i comportamenti e il linguaggio usato da questi, è riuscito a superare il muro etnico che li divideva.

## Personaggi
- Jas: protagonista e voce narrante. Ragazzo inglese di diciotto anni che desidera inserirsi nel gruppo dei rude boys.[7]
- Harjit: il leader del gruppo. Ragazzo sikh che fa di tutto per risultare forte e virile: frequenta assiduamente le palestre, si fa chiamare "Hardjit", per sottolineare il suo lato duro, e vieta a tutti i membri della gang di frequentare ragazze musulmane.
- Amit: ragazzo indù, secondo in comando e molto più maturo degli altri.
- Ravi: altro componente del gruppo, segue sempre i suoi amici senza mai far valere la propria opinione.
- Mr Ashwood: professore dei ragazzi. Riveste un importante ruolo all'interno della narrazione in quanto riesce ad evitare l'arresto dei ragazzi e in seguito, pensando di presentare loro un modello positivo, organizza un incontro con un suo ex alunno, Sanjay.
- Sanjay: ex alunno del professore Ashwood. Dopo una breve ma brillante carriera è diventato un criminale. Sfrutta il gruppo di ragazzi e si interessa particolarmente a Jas, diventandone il mentore.[8]

## Critica

### Linguaggio
L'inglese parlato dai ragazzi Londonstani è influenzato da altri tre linguaggi: la lingua punjabi, l'inglese afro-americano e il linguaggio giovanile.
Il punjabi viene principalmente usato nell'ambito familiare, per allusioni razziali e per riferirsi al cibo. I ragazzi del romanzo usano questa lingua, per esempio, quando parlano con le madri o con altri parenti. Inoltre, viene spesso utilizzato per marcare la loro lontananza dal mondo dei gora, i bianchi, e dei coconut, ragazzi asiatici che si sono inseriti nella società inglese abbandonando gli usi e i costumi del proprio paese. Altri termini utilizzati sono kaala, persona di colore, e desi, dal sanscrito "contadino" o "compaesano", usato per identificare tutte le persone legate da una specifica cultura e da usi e costumi condivisi. Interessante è come i ragazzi londonstani rifiutino i canoni di bellezza occidentali preferendo quelli desi, indiani. Per esempio, sono spesso menzionati Shah Rukh Khan, il re di Bollywood, oppure Kareena Kapoor, raffigurata in un poster appeso nella camera di Harjit, e Aishwarya Rai, miss mondo 1994.
La lingua inglese afro-americana viene invece emulata basandosi sugli stereotipi visti nei media. Così questi ragazzi, quando non sono in presenza delle madri, con le quali usano un linguaggio rispettoso e cordiale, si atteggiano con termini e insulti imparati ascoltando gli artisti rap di canali televisivi come Mtv.
A completare questo linguaggio in codice vengono aggiunte tutte le abbreviazioni caratteristiche della comunicazione giovanile tramite cellulare o sulle reti sociali.
(Gautam Malkani Londonstani, p.11)
Il gergo parlato dai personaggi di Londonstani è stato ideato e costruito in modo accurato dall'autore, non è né casuale, né uniforme, né databile, vuole essere una "versione senza tempo". Nella sua Londonstani Style Guide, Malkani suddivide i personaggi in tre categorie (Jas, Rudeboys, Hardcore Rudeboys), caratterizzate dall'uso di precise regole grammaticali e linguistiche. In una quarta, quella di chi dovrebbe parlare correttamente, colloca Samira e il professore dei ragazzi, Mr Ashwood. Il "proper English", con il sistema educativo e le istituzioni pubbliche, sono i simboli della cultura e del sistema dominante che i ragazzi prendono di mira, rifiutandosi di rispettare, a differenza del consumismo capitalistico, che invece celebrano ostentando oggetti di lusso, come le macchine sportive, i vestiti e i cellulari.

### Londonstani e Desi
Londostani e Desi sono due termini molto importanti per la narrazione e le tematiche trattate.
Il titolo Londonstani potrebbe essere interpretato come una critica nei confronti dei musulmani radicali presenti in Inghilterra. I termini Londonstani e Londonistan, infatti, venivano usati durante gli anni novanta dai servizi segreti francesi per denunciare il grande numero di esiliati politici e radicali musulmani presenti a Londra, e, in seguito all'attentato di Londra del 7 Luglio 2005, hanno assunto una connotazione sempre più negativa, come denota l'uso del termine Londonistan capitale dell'Eurabia.

Gautam Malkani in molte interviste ha dichiarato di non aver mai voluto fare riferimento al fondamentalismo islamico inglese. Egli ha precisato di aver sentito per la prima volta il termine Londonstani nel 1995 nelle strade di Hounslow, da parte di ragazzi angloasiatici che non si identificavano come indiani, ma come "British Asian". L'uso di questo termine aveva allora, a suo parere, una connotazione positiva, era una sorta di "celebrazione del multiculturalismo" londinese. 
(Gautam Malkani www.gautammalkani.com)
Il termine desi, entrato a far parte nel 2004 dell'Oxford Dictionary English, è così definito dall'autore: 
(Gautam Malkani Gautham Malkani, What’s right with Asian boys, Financial Times, 21 aprile 2006)
In senso generale, secondo Malkami, desi va riferito più a una subcultura urbana, che a un’etnia. Si può prendervi parte seguendo i codici di comportamento, il linguaggio, le regole praticate da un particolare gruppo, come fa Jas, la voce narrante, che pur non essendo indiano vuole far proprio il desi lifestyle dei suoi amici. Quello che realmente lo accomuna al gruppo è l'uso di un codice linguistico che gli deve conferire un lato da duro, indispensabile per essere un rude boy come Harjit.
Con Londonstani Malkani precisa di non aver voluto rappresentare una comunità o una minoranza, ma di aver voluto concentrare il suo interesse sul modo con cui l'etnia stessa può essere utilizzata all'interno delle subculture per affermare altre forme identitarie; in questo romanzo, l’identità etnica ostentata dal gruppo di ragazzi anglo-indiani rappresenta uno strumento di affermazione della loro "mascolinità". Telefoni cellulari e linguaggio sono degli indicatori dei caratteri di virilità, i due simboli fallici del libro.

### Temi
Centrale è il tema della costruzione dell'identità, che si realizza sotto le insegne di una subcultura (e non di un'etnia: le "radici" sono solo una delle componenti), e del conflitto generazionale (contro madri invadenti e padri assenti). Sue forme di espressione sono il "machismo", la misoginia, l'omofobia, la violenza, il rifiuto di alcuni simboli o valori della società tradizionale (linguaggio, sistema educativo, istituzioni pubbliche), incarnate in particolar modo dal personaggio di Harijit, le cui azioni sono finalizzate a sembrare e sentirsi più "forte", più "uomo"; secondo Kamila Shamsie, che recensisce il libro sul Guardian, è "il genere più che l'etnia il cuore di questo romanzo".
Anche il tema razziale assorbe questa prospettiva: quando il gruppo di rude boys dileggia un ragazzo chiamandolo coconout, non lo fa perché questi non si attiene alle tradizioni della comunità di riferimento, ma soprattutto perché, secondo la loro visione, è effeminato, perché legge un libro e si rifiuta di litigare, dimostrando così di non comportarsi "da uomo", da duro.
Altro tema presente è quello della “Bling-Bling" economy, del consumismo ostentato come valore; i personaggi principali del libro amano circondarsi di oggetti lussuosi, vivono uno stile di vita improntato al possesso e all'esibizione di status symbol (gioielli, macchine, abiti firmati), incompatibile con i valori delle subculture giovanili dei decenni precedenti.